# Martin Schröttle
Martin Schröttle (Német Birodalom, München, 1901. szeptember 1. – Nyugat-Németország, München, 1972. február 17.) Európa-bajnok, világbajnoki ezüst- és bronzérmes és olimpiai bronzérmes német jégkorongozó, olimpikon, író.
Részt az 1928. évi téli olimpiai játékokon a jégkorongtornán. A német csapat a C csoportba került. Első mérkőzésükön 0–0-t játszottak az osztrák válogatottal, majd 1–0-ra kikaptak a svájci csapattól. A csoportban az utolsó, 3. helyen végeztek 1 ponttal és nem jutottak a négyes döntőbe. Összesítésben a 10. lettek.
Az 1932. évi téli olimpiai játékokon szintén játszott a jégkorongtornán. Az amerikai olimpiára csak négy csapat ment el, így oda-visszavágós volt a torna. A lengyel csapat, a kanadai csapat és az amerikai csapat vett részt. A két észak-amerikai válogatott mögött végeztek a harmadik helyen, így olimpiai bronzérmesek és világbajnoki bronzérmesek is lettek.
Az 1930-as jégkorong-világbajnokságon ezüstérmes lett és ez Európa-bajnokságnak is számított, így Európa-bajnokok is lettek.
Klubcsapata a SC Riessersee volt. 1927-ben, 1935-ben és 1938-ban német bajnok lett.
1955-ben közösen írt könyvet Franz Kreisellel Eishockey in Wort und Bild címmel.